# مقاطعة وايومنغ (بنسلفانيا)
مقاطعة وايومنغ هي مقاطعة في بنسلفانيا، تتبع بنسلفانيا، بلغ عدد سكانها 28٬276  نسمة، في 2010، عاصمتها تونخانوك.

## الموقع
تشترك في الحدود مع:
- مقاطعة سسكويهانا[6]
- مقاطعة سوليفان[6]
- مقاطعة لوزيرن[6]
- مقاطعة لاكاوانا[6]
- مقاطعة برادفورد.[6]